# Julian Beever

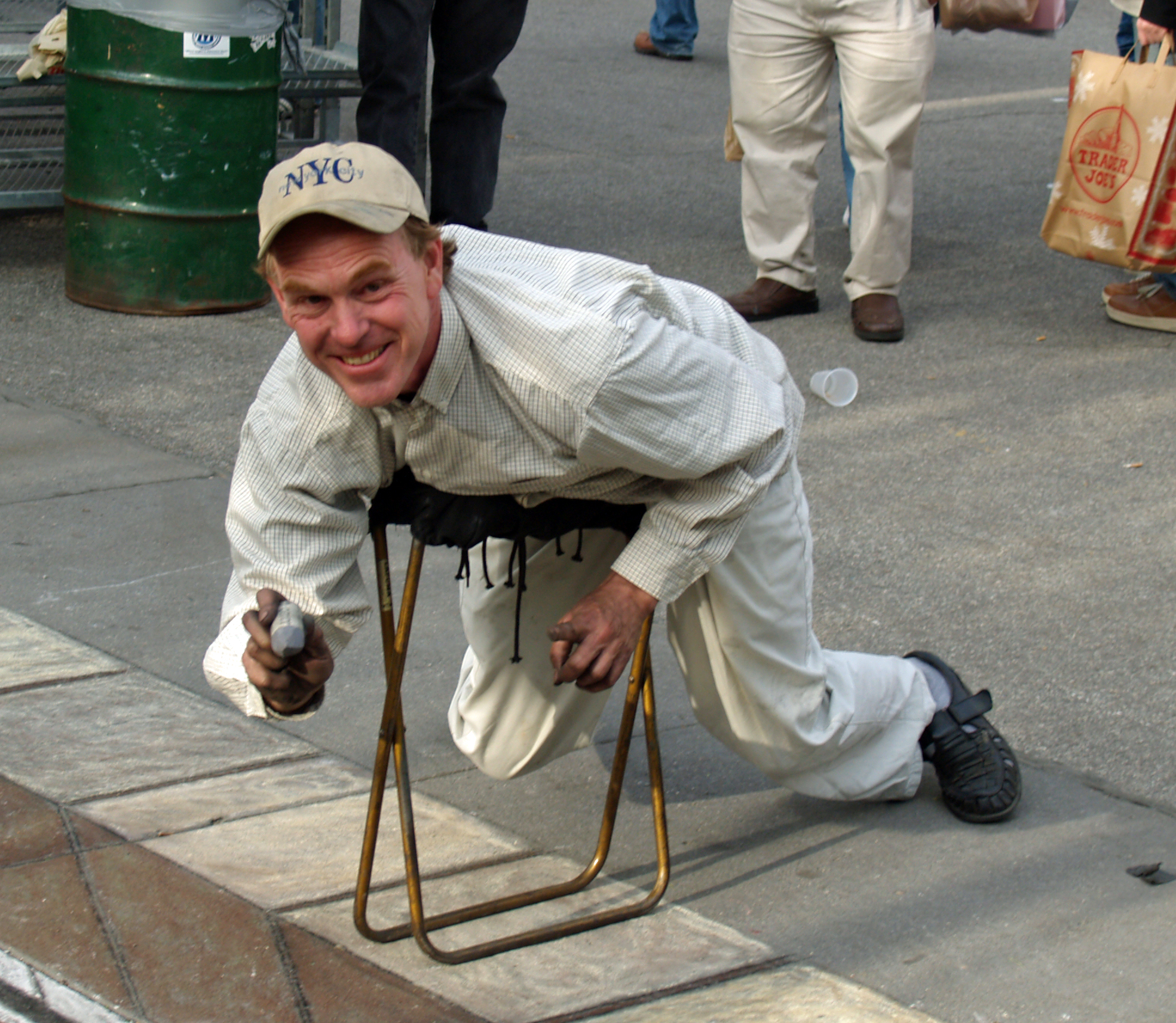
Julian Beever

Julian Beever és un artista britànic que es dedica a dibuixar amb guix. Ha creat dibuixos amb guix en 3D al paviment d'ençà mitjans la dècada dels 90. Els seus treballs estan creats emprant un mètode anomenat anamorfosi que crea una il·lusió òptica en tres dimensions quan es veuen des de l'angle correcte.
A banda de l'art en tres dimensions, Beever fa murals, collages i rèpliques del treball de grans mestres de l'art.
Sovint el contracten per a crear murals per a companyies. Ha treballat a diversos països europeus com Anglaterra, Bèlgica, França, Àustria entre d'altres i a països del continent americà com els EUA, Brasil i fins i tot a Austràlia.